# هنینگ فریتس
هنینگ فریتس (انگلیسی: Henning Fritz؛ زادهٔ ۲۱ سپتامبر ۱۹۷۴) بازیکن هندبال اهل آلمان است.
وی همچنین برندهٔ جوایزی همچون برگ بوی نقره‌ای شده‌است.